# Llista d'asos de l'aviació de la Segona Guerra Mundial amb 49-20 victòries
Aquesta és una llista dels asos de l'aviació de la Segona Guerra Mundial. Els asos de l'aviació durant la II Guerra Mundial tenen una enorme varietat de victòries, a causa de diversos factors: el nivell d'habilitat del pilot, l'actuació de l'avió amb el que volava i contra els que volava, quant de temps serví, les oportunitats de trobar-se l'enemic a l'aire (hi ha una desproporció entre els Aliats i l'Eix) i els estàndards que el seu servei portà a rebre els crèdits de les victòries.
Cap al final de la guerra, les Potències de l'Eix havien esgotat les reserves de pilots entrenats, i els novells no tenien gaires oportunitats per adquirir experiència per tenir èxit.
A més, les diverses polítiques nacionals diferien: els pilots de l'Eix volaven fins que resultaven morts, mentre que els pilots Aliats d'èxit rotaven rutinàriament per ser destinats a bases d'entrenament per educar els pilots cadets. A més, cada país comptabilitzava de manera diferent les victòries: els alemanys comptaven una victòria compartida a un únic pilot, mentre que els francesos la compartien entre tots els participants. Els britànics, els finesos i els americans donaven fraccions de les victòries aèries. Alguns comandants americans també comptaren els avions destruïts a terra. Els soviètics comptaven només les victòries en solitari, mentre que les victòries compartides eren comptades separadament; de la mateixa manera que feien els japonesos. Les victòries probables normalment no es comptaven.

## Asos de l'aviació
| As                                    | País         | Servei Militar                                    | Victòries                          | Anotacions |  |
| ------------------------------------- | ------------ | ------------------------------------------------- | ---------------------------------- | --- |  |
| Heinz Arnold                          | Alemanya     | Luftwaffe                                         | 49                                 | |  |
| Friedrich Beckh                       | Alemanya     | Luftwaffe                                         | 48                                 | Creu de Cavaller de la Creu de Ferro |  |
| Wilhelm Balthasar                     | Alemanya     | Luftwaffe                                         | 47 (+7 a Espanya)                  | Creu de Cavaller de la Creu de Ferro amb Fulles de Roure, Creu Espanyola amb Or amb Espases i Diamants                                       |  |
| Alexandru Şerbănescu                  | Romania      | Força Aèria Romanesa                              | 47                                 | Orde de Miquel el Valent, Orde de l'Estrella de Romania, Creu de Ferro                                                                       |  |
| Aleksandr Koldunov                    | URSS         | Força Aèria Soviètica                             | 46                                 | Heroi de la Unió Soviètica (2), Orde de Lenin (3), Orde de la Bandera Roja (6)                                                               |  |
| Nikolai Skomorohov                    | URSS         | Força Aèria Soviètica                             | 46                                 | Heroi de la Unió Soviètica (2) |  |
| Hans-Heinz Augenstein                 | Alemanya     | Luftwaffe                                         | 46                                 | Creu de Cavaller de la Creu de Ferro, Creu Alemanya d'Or                                                                                     |  |
| Ludwig Becker                         | Alemanya     | Luftwaffe                                         | 46                                 | Creu de Cavaller de la Creu de Ferro amb Fulles de Roure, Creu Alemanya d'Or                                                                 |  |
| Karl Schnörrer                        | Alemanya     | Luftwaffe                                         | 46                                 | Creu de Cavaller de la Creu de Ferro, Creu Alemanya d'Or                                                                                     |  |
| Wolfgang Böwing-Treuding              | Alemanya     | Luftwaffe                                         | 46                                 | Creu de Cavaller de la Creu de Ferro, Creu Alemanya d'Or                                                                                     |  |
| Urho Lehtovaara                       | Finlàndia    | Força Aèria Finesa                                | 44½                                | Creu Mannerheim |  |
| Mato Dukovac                          | Croàcia      | Força Aèria Croata                                | 44                                 | Orde Militar del Trifoli de Ferro de 4a classe, Medalla de la Corona del Rei Zvonimir, Creu de Ferro                                         |  |
| Oiva Tuominen                         | Finlàndia    | Força Aèria Finesa                                | 44                                 | Creu Mannerheim de 2a classe |  |
| Walther Wever                         | Alemanya     | Luftwaffe                                         | 44                                 | Creu de Cavaller de la Creu de Ferro, Creu Alemanya d'Or                                                                                     |  |
| Ludwig Franzisket                     | Alemanya     | Luftwaffe                                         | 43                                 | Creu de Cavaller de la Creu de Ferro, Creu Alemanya d'Or                                                                                     |  |
| Karl Boris                            | Alemanya     | Luftwaffe                                         | 43                                 | |  |
| Constantine Cantacuzino               | Romania      | Força Aèria Romanesa                              | 56                                 | Orde de Miquel el Valent, Orde de la Virtut Aeronàutica, Creu de Ferro                                                                       |  |
| Olli Puhakka                          | Finlàndia    | Força Aèria Finesa                                | 42                                 | Creu Mannerheim |  |
| Jürgen Brocke                         | Alemanya     | Luftwaffe                                         | 42                                 | Creu de Cavaller de la Creu de Ferro, Creu Alemanya d'Or                                                                                     |  |
| Robert Olejnik                        | Alemanya     | Luftwaffe                                         | 41                                 | Creu de Cavaller de la Creu de Ferro |  |
| Werner Baake                          | Alemanya     | Luftwaffe                                         | 41                                 | Creu de Cavaller de la Creu de Ferro, Creu Alemanya d'Or                                                                                     |  |
| Richard Bong                          | Estats Units | USAAF                                             | 40                                 | Màxim As americà Medalla d'Honor, Creu del Servei Distingit, Estrella de Plata (2), Creu dels Vols Distingits (7), Medalla de l'Aire (14)    |  |
| Rudolf Busch                          | Alemanya     | Luftwaffe                                         | 40                                 | |  |
| Peter Bremer                          | Alemanya     | Luftwaffe                                         | 40                                 | |  |
| Iyozo Hujita                          | Japó         | Marina Imperial Japonesa                          | 39                                 | |  |
| Eckhart-Wilhelm von Bonin             | Alemanya     | Luftwaffe                                         | 39                                 | |  |
| Cvitan Galić                          | Croàcia      | Força Aèria Croata                                | 38                                 | Orde Militar del Trifoli de Ferro, Medalla del Poglavnik Ante Pavelić per Valentia, Creu Alemanya, Creu de Ferro,                            |  |
| Ernst Borngen                         | Alemanya     | Luftwaffe                                         | 38                                 | Creu de Cavaller de la Creu de Ferro, Creu Alemanya d'Or                                                                                     |  |
| James Edgar "Johnnie" Johnson         | Regne Unit   | Royal Air Force                                   | 38                                 | Company del Bany, Comandant de l'Imperi Britànic, Orde del Servei Distingit amb 2 Barres, Creu dels Vols Distingits amb Barra                |  |
| Thomas McGuire                        | Estats Units | USAAF                                             | 38                                 | Medalla d'Honor, Creu del Servei Distingit, Estrella de Plata (3), Creu dels Vols Distingits (6), Cor Porpra (3), Medalla de l'Aire (15)     |  |
| Sergei Luganski                       | URSS         | Força Aèria Soviètica                             | 37                                 | Heroi de la Unió Soviètica (2) |  |
| Klaus Neumann                         | Alemanya     | Luftwaffe                                         | 37 (5 Me 262)                      | Creu de Cavaller de la Creu de Ferro, Creu Alemanya d'Or                                                                                     |  |
| Heinz Bretnutz                        | Alemanya     | Luftwaffe                                         | 37                                 | Creu de Cavaller de la Creu de Ferro, Creu Espanyola d'Or amb Espases                                                                        |  |
| Olavi Puro                            | Finlàndia    | Força Aèria Finesa                                | 36                                 | |  |
| Nils Katajainen                       | Finlàndia    | Força Aèria Finesa                                | 35½                                | |  |
| Gunther Bertram                       | Alemanya     | Luftwaffe                                         | 35                                 | |  |
| Paul Brandt                           | Alemanya     | Luftwaffe                                         | 34                                 | |  |
| David McCampbell                      | Estats Units | U.S. Navy                                         | 34                                 | Medalla d'Honor, Creu de la Marina, Estrella de Plata, Legió del Mèrit, Creu dels Vols Distingits (3), Medalla de l'Aire                     |  |
| Toshio Ōta                            | Japó         | Marina Imperial Japonesa                          | 34                                 | |  |
| Günther Specht                        | Alemanya     | Luftwaffe                                         | 34                                 | Creu de Cavaller de la Creu de Ferro, Creu Alemanya d'Or                                                                                     |  |
| Pierre Clostermann                    | França       | Forces Aèries de la França Lliure Royal Air Force | 33                                 | Gran Creu de la Legió d'Honor, Orde de l'Alliberament, Medalla Militar, Creu de Guerra 1939-1945                                             |  |
| Heinz Beyer                           | Alemanya     | Luftwaffe                                         | 33                                 | |  |
| Lauri Nissinen                        | Finlàndia    | Força Aèria Finesa                                | 32½                                | Creu Mannerheim |  |
| Brendan Eamon Fergus "Paddy" Finucane | Irlanda      | Royal Air Force                                   | 32                                 | Orde del Servei Distingit, Creu dels Vols Distingits amb Dues Barres                                                                         |  |
| Ján Režňák                            | Eslovàquia   | Força Aèria Eslovaca                              | 32                                 | |  |
| Kyösti Karhila                        | Finlàndia    | Força Aèria Finesa                                | 32                                 | Creu de Mannerheim |  |
| Sugino Kazuo                          | Japó         | Marina Imperial Japonesa                          | 32                                 | |  |
| Isami Kashiwade                       | Japó         | Exèrcit Imperial Japonès                          | 32                                 | |  |
| Adolph 'Sailor' Malan                 | Sud-àfrica   | Royal Air Force                                   | 32                                 | Orde del Servei Distingit, Creu dels Vols Distingits amb Dues Barres                                                                         |  |
| George F. Beurling                    | Canadà       | Royal Air Force                                   | 31⅓                                | Orde del Servei Distingit, Creu dels Vols Distingits, Medalla dels Vols Distingits amb Barra                                                 |  |
| Alexandr Kumanitxkin                  | URSS         | Força Aèria Soviètica                             | 31                                 | |  |
| Jorma Karhunen                        | Finlàndia    | Força Aèria Finesa                                | 31                                 | |  |
| Dezső Szentgyörgyi                    | Hongria      | Força Aèria Hongaresa                             | 30½                                | Màxim As hongarès Creu dels Veterans, Medalla per Valentia                                                                                   |  |
| Amet-Han Sultan                       | URSS         | Força Aèria Soviètica                             | 30+19 compartides                  | Heroi de la Unió Soviètica (2) |  |
| William Vale                          | Regne Unit   | Royal Air Force                                   | 30+6 compartides                   | Creu dels Vols Distingits amb Barra, Creu de la Força Aèria                                                                                  |  |
| Franz Blazytko                        | Alemanya     | Luftwaffe                                         | 30                                 | |  |
| Max Bucholz                           | Alemanya     | Luftwaffe                                         | 30                                 | Creu de Cavaller de la Creu de Ferro |  |
| Erich Bartz                           | Alemanya     | Luftwaffe                                         | 30                                 | |  |
| Kaneyoshi Mutoh                       | Japó         | Marina Imperial Japonesa                          | 30                                 | |  |
| Tateo Katō                            | Japó         | Exèrcit Imperial Japonès                          | 30?                                | Orde del Milà d'Or |  |
| Ryotaro Jobou                         | Japó         | Exèrcit Imperial Japonès                          | 30                                 | Creu de Cavaller de la Creu de Ferro, Creu Espanyola d'Or amb Espases                                                                        |  |
| Emil Vesa                             | Finlàndia    | Força Aèria Finesa                                | 29½                                | |  |
| Walter Adolph                         | Alemanya     | Luftwaffe                                         | 29 (+1 a Espanya)                  | Creu de Cavaller de la Creu de Ferro amb Fulles de Roure, Creu Espanyola d'Or amb Espases                                                    |  |
| Robert Stanford Tuck                  | Regne Unit   | Royal Air Force                                   | 29                                 | Orde del Servei Distingit, Creu dels Vols Distingits amb Dues Barres, Creu de la Força Aèria                                                 |  |
| Bob Braham                            | Regne Unit   | Royal Air Force                                   | 29                                 | Orde del Servei Distingit amb Dues Barres, Creu dels Vols Distingits amb Dues Barres, Creu de la Força Aèria                                 |  |
| Clive Caldwell                        | Austràlia    | Royal Australian Air Force                        | 28½                                | Orde del Servei Distingit amb Dues Barres, Creu dels Vols Distingits amb Dues Barres                                                         |  |
| Tapio Järvi                           | Finlàndia    | Força Aèria Finesa                                | 28½                                | |  |
| Izidor Kovárik                        | Eslovàquia   | Força Aèria Eslovaca                              | 28 (29?)                           | |  |
| Hans-Heinrich Koenig                  | Alemanya     | Luftwaffe                                         | 28                                 | |  |
| Ernst Andres                          | Alemanya     | Luftwaffe                                         | 28                                 | |  |
| Alfred Burk                           | Alemanya     | Luftwaffe                                         | 28                                 | |  |
| Anton Benning                         | Alemanya     | Luftwaffe                                         | 28                                 | Creu de Cavaller de la Creu de Ferro, Creu Alemanya d'Or                                                                                     |  |
| "Ginger" Lacey                        | Regne Unit   | Royal Air Force                                   | 28                                 | Medalla dels Vols Distingits amb Barra |  |
| Francis "Gabby" Gabreski              | Estats Units | USAAF                                             | 28 (+2½ terra) +6½ Corea           | Creu del Servei Distingit, Estrella de Plata (2), Legió del Mèrit, Creu dels Vols Distingits (13), Estrella de Bronze, Medalla de l'Aire (5) |  |
| Gregory "Pappy" Boyington             | Estats Units | U.S. Marine Corps                                 | 28                                 | Medalla d'Honor, Creu de la Marina |  |
| Colin Falkland Gray                   | Nova Zelanda | Royal Air Force                                   | 27½                                | Orde del Servei Distingit amb Dues Barres, Creu dels Vols Distingits amb Dues Barres                                                         |  |
| Neville Duke                          | Regne Unit   | Royal Air Force                                   | 27                                 | Orde del Servei Distingit, Oficial de l'Imperi Britànic, Creu dels Vols Distingits amb Dues Barres, Creu de la Força Aèria                   |  |
| Karl Beckmann                         | Alemanya     | Luftwaffe                                         | 27                                 | |  |
| Emil Clade                            | Alemanya     | Luftwaffe                                         | 27                                 | Creu Alemanya d'Or |  |
| Robert S. Johnson                     | Estats Units | USAAF                                             | 27                                 | Creu del Servei Distingit, Estrella de Plata, Creu dels Vols Distingits, Cor Porpra, Medalla de l'Aire (3)                                   |  |
| Charles H. MacDonald                  | Estats Units | USAAF                                             | 27                                 | Creu del Servei Distingit (2), Estrella de Plata (2), Legió del Mèrit, Creu dels Vols Distingits (6), Medalla de l'Aire (11)                 |  |
| Adolph Malan                          | Sud-àfrica   | RAF                                               | 27                                 | Orde del Servei Distingit amb Barra, Creu dels Vols Distingits amb Barra                                                                     |  |
| Junichi Sasai                         | Japó         | Marina Imperial Japonesa                          | 27                                 | Orde del Milà d'Or |  |
| Sadaaki Akamatsu                      | Japó         | Marina Imperial Japonesa                          | 27                                 | |  |
| George E. Preddy, Jr.                 | Estats Units | USAAF                                             | 26.83 (+5 terra)                   | |  |
| Eric Lock                             | Regne Unit   | Royal Air Force                                   | 26½                                | Orde del Servei Distingit, Medalla dels Vols Distingits amb Barra                                                                            |  |
| Klaus Alakoski                        | Finlàndia    | Força Aèria Finesa                                | 26                                 | |  |
| Joseph J. Foss                        | Estats Units | U.S. Marine Corps                                 | 26                                 | Medalla d'Honor, Creu dels Vols Distingits                                                                                                   |  |
| Ján Gerthoffer                        | Eslovàquia   | Força Aèria Eslovaca                              | 26                                 | |  |
| Franco Lucchini                       | Itàlia       | Regia Aeronautica                                 | 26                                 | Medalla d'Or al Valor Militar |  |
| Nobuo Ogiya                           | Japó         | Marina Imperial Japonesa                          | 26                                 | |  |
| Lajos Tóth                            | Hongria      | Força Aèria Hongaresa                             | 26                                 | |  |
| Adriano Visconti                      | Itàlia       | Regia Aeronautica                                 | 26                                 | Medalla al Valor Militar (4 de Plata i 2 de Bronze)                                                                                          |  |
| Egon Albrecht                         | Alemanya     | Luftwaffe                                         | 25                                 | Creu de Cavaller de la Creu de Ferro, Creu Alemanya d'Or                                                                                     |  |
| Ludwig Bellof                         | Alemanya     | Luftwaffe                                         | 25                                 | |  |
| Robert M. Hanson                      | Estats Units | U.S. Marine Corps                                 | 25                                 | Medalla d'Honor, Creu de la Marina, Creu dels Vols Distingits, Medalla de l'Aire                                                             |  |
| Naoshi Kanno                          | Japó         | Marina Imperial Japonesa                          | 25                                 | |  |
| Frank Reginald Carey                  | Regne Unit   | Royal Air Force                                   | 25                                 | Creu dels Vols Distingits amb Dues Barres, Creu de la Força Aèria                                                                            |  |
| John C. Meyer                         | Estats Units | USAAF                                             | 24 (+13 a terra) +2 Corea          | Creu del Servei Distingit (3), Estrella de Plata (2), Legió del Mèrit. Creu dels Vols Distingits (7), Medalla de l'Aire (15)                 |  |
| Cecil E. Harris                       | Estats Units | U.S. Navy                                         | 24                                 | |  |
| Douglas Bader                         | Regne Unit   | Royal Air Force                                   | 23                                 | Orde del Servei Distingit amb Barra, Creu dels Vols Distingits amb Barra                                                                     |  |
| Eugene A. Valencia                    | Estats Units | U.S. Navy                                         | 23                                 | Creu de la Marina, Creu dels Vols Distingits (5), Medalla de l'Aire (6)                                                                      |  |
| Kalevi Tervo                          | Finlàndia    | Força Aèria Finesa                                | 23                                 | |  |
| Jorma Saarinen                        | Finlàndia    | Força Aèria Finesa                                | 23                                 | |  |
| Lance C. Wade                         | Estats Units | Royal Air Force                                   | 23                                 | Orde del Servei Distingit, Creu dels Vols Distingits amb Dues Barres                                                                         |  |
| Eero Kinnunen                         | Finlàndia    | Força Aèria Finesa                                | 22½                                | |  |
| David C. Schilling                    | Estats Units | USAAF                                             | 22½ (+10½ a terra)                 | Creu del Servei Distingit (2), Estrella de Plata (3), Creu dels Vols Distingits (11), Medalla de l'Aire (20)                                 |  |
| Duane "Bee" Beeson                    | Estats Units | USAAF                                             | 22'08                              | Creu del Servei Distingit |  |
| Fritz Müller                          | Alemanya     | Luftwaffe                                         | 22 (as dels reactors)              | |  |
| Artur Beese                           | Alemanya     | Luftwaffe                                         | 22                                 | |  |
| Edward F. Charles                     | Canadà       | RCAF                                              | 22                                 | |  |
| Alan Christopher Deere                | Nova Zelanda | Royal Air Force                                   | 22                                 | Orde del Servei Distingit, Creu dels Vols Distingits amb Barra                                                                               |  |
| Gerald R. Johnson                     | Estats Units | USAAF                                             | 22                                 | |  |
| Neel E. Kearby                        | Estats Units | USAAF                                             | 22                                 | Medalla d'Honor |  |
| Jay T. Robbins                        | Estats Units | USAAF                                             | 22                                 | Creu del Servei Distingit (2), Estrella de Plata (3), Legió del Mèrit (2) Creu dels Vols Distingits (4), Medalla de l'Aire (7)               |  |
| Dominic S. Gentile                    | Estats Units | USAAF                                             | 21.83 (+7 a terra {2 RAF})         | Creu del Servei Distingit, Estrella de Plata, Creu dels Vols Distingits                                                                      |  |
| Donald Kingaby                        | Regne Unit   | Royal Air Force                                   | 21+2 compartides                   | Orde del Servei Distingit amb Barra, Creu dels Vols Distingits amb Barra, Medalla dels Vols Distingits amb Barra, Creu de la Força Aèria     |  |
| Antti Tani                            | Finlàndia    | Força Aèria Finesa                                | 21½                                | |  |
| Bill Crawford-Crompton                | Nova Zelanda | Royal Air Force                                   | 21½                                | Orde del Servei Distingit amb Barra, Creu dels Vols Distingits amb Barra                                                                     |  |
| Raymond Brown Hesselyn                | Nova Zelanda | Royal New Zealand Air Force                       | 21½                                | Membre de l'Imperi Britànic, Medalla dels Vols Distingits amb Barra                                                                          |  |
| Fred J. Christensen                   | Estats Units | USAAF                                             | 21½                                | Estrella de Plata, Creu dels Vols Distingits (7)                                                                                             |  |
| Raymond S. Wetmore                    | Estats Units | USAAF                                             | 21¼ (+2 a terra)                   | Creu del Servei Distingit (2), Estrella de Plata (2), Creu dels Vols Distingits (6), Medalla de l'Aire (12)                                  |  |
| Jean Demozay                          | França       | Royal Air Force                                   | 21                                 | |  |
| John J. Voll                          | Estats Units | USAAF                                             | 21                                 | |  |
| Kenneth A. Walsh                      | Estats Units | U.S. Marine Corps                                 | 21                                 | Medalla d'Honor, Creu dels Vols Distingits (7)                                                                                               |  |
| Paavo Myllylä                         | Finlàndia    | Força Aèria Finesa                                | 21                                 | |  |
| Walker 'Bud' Melville Mahurin         | Estats Units | USAAF                                             | 20.75 (+3½ Corea)                  | Creu del Servei Distingit, Estrella de Plata, Creu dels Vols Distingits, Cor Porpra, Medalla de l'Aire                                       |  |
| Evan Mackie                           | Nova Zelanda | Royal Air Force                                   | 20+3 compartides (16 w/ Spitfires) | Orde del Servei Distingit, Creu dels Vols Distingits amb Barra                                                                               |  |
| Helmut-Felix Bolz                     | Alemanya     | Luftwaffe                                         | 20 (+3 a Espanya)                  | |  |
| Helmut Baudach                        | Alemanya     | Luftwaffe                                         | 20 (as dels reactors)              | |  |
| Rudolph Anter                         | Alemanya     | Luftwaffe                                         | 20                                 | |  |
| Paul Becker                           | Alemanya     | Luftwaffe                                         | 20                                 | |  |
| Hans Berschwinger                     | Alemanya     | Luftwaffe                                         | 20                                 | |  |
| Michael Crossley                      | Regne Unit   | Royal Air Force                                   | 20                                 | Orde del Servei Distingit, Creu dels Vols Distingits amb Barra                                                                               |  |
| Donald N. Aldrich                     | Estats Units | U.S. Marine Corps                                 | 20                                 | |  |
| Thomas J. Lynch                       | Estats Units | USAAF                                             | 20                                 | |  |
| Henry W. McLeod                       | Canadà       | RCAF                                              | 20                                 | |  |
| Robert B. Westbrook                   | Estats Units | USAAF                                             | 20                                 | |  |